# Titularbistum Polybotus
Polybotus (ital.: Poliboto) ist ein Titularbistum der römisch-katholischen Kirche. 
Es geht zurück auf einen antiken Bischofssitz in der antiken Stadt Polybotos in der kleinasiatischen Landschaft Phrygien in der heutigen westlichen Türkei. Das Bistum gehörte der Kirchenprovinz Amorium an.
| Titularbischöfe von Polybotus |                       |                                              |                  |                  |
| Nr.                           | Name                  | Amt                                          | von              | bis              |
| 1                             | Julije Drohobeczky    | emeritierter Bischof von Križevci (Kroatien) | 18. Mai 1917     | 11. Februar 1934 |
| 2                             | Augusto Sieffert CSsR | emeritierter Bischof von La Paz (Bolivien)   | 24. Februar 1934 | 6. April 1951    |
| 3                             | Tomasz Wilczyński     | Weihbischof in Lublin (Polen)                | 12. Juni 1952    | 5. August 1965   |